# Joachim Parbs

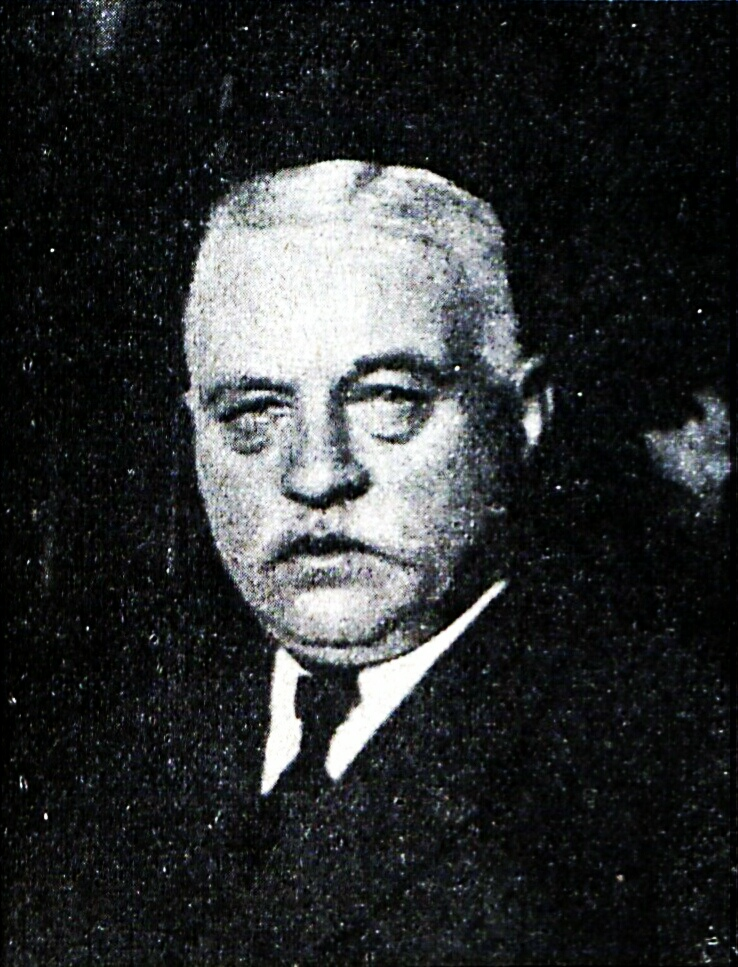
Joachim Parbs

Johann Peter Joachim Parbs (* 25. Januar 1868 in Bülow; † 20. Juli 1930 in Lübeck) war ein deutscher Unternehmer. Er gründete 1894 eine heute noch bestehende Spedition.

## Leben

### Laufbahn
1894 gründete Parbs in dem von ihm erworbenem Haus in der Alsheide 13 aus kleinsten Anfängen heraus als Fuhrmann das Fuhrgeschäft J. Parbs, Ehlert Nachf., baute es stetig aus und vergrößerte es. Im Jahr 1897 änderte er den Namen seiner Firma in J. Parbs ab.
Seine Herkunft verschaffte Parbs gute Beziehungen zur Landwirtschaft. Sein Sachverstand sorgte dafür, dass der Pferdekenner und -liehaber nur über erstklassiges Pferdematerial verfügte. Als erster führte er schwere Kaltblüter, die sich durch ein hohes Körpergewicht und ein ruhiges Temperament auszeichnen, als Zugpferde in Lübeck ein und seine von Pferden gezogenen Roll- und Möbelwagen gehörten bald zum lübeckischen Stadtbild.
Keine zehn Jahre nach der Gründung stand eine wesentliche Veränderung für die Firma an. Da sie zu groß für das Haus in der Alsheide geworden war, erwarb Parbs das Haus Fischergrube 84 und verlegte den Hauptsitz der Firma samt Wohnung dorthin. Das Haus in der Alsheide wurde jedoch auch weiterhin, bis er es 1907 an die L. Possehl & Co veräußerte, als Arbeitsstätte genutzt.
Als die seit 1850 existierende H. F. Meiners seine Sparte als Bahnspediteur aufgab, wurde sie zum 1. Januar 1910 von Parbs übernommen. Das Kontor war fortan mit Gleisanschluss am Bahnhof. Das Gebäude mit dem vorherigen Firmensitz blieb im Parbsschem Besitz und wurde partiell vermietet. Seine Wohnung verlegte Parbs in den an das Bahnhofsgelände angrenzenden heute nicht mehr existierende Wohnhaus Nummer 5 im Kreuzweg. Die Firmenbezeichnung änderte sich letztmals in den heute noch existierende Joachim Parbs. Das Haus in der Fischergrube wurde an mehrere Mietparteien vermietet und 1915 an Otto Diedrichsen, zu jener Zeit noch Fuhrmann, verkauft.

Firmensitze
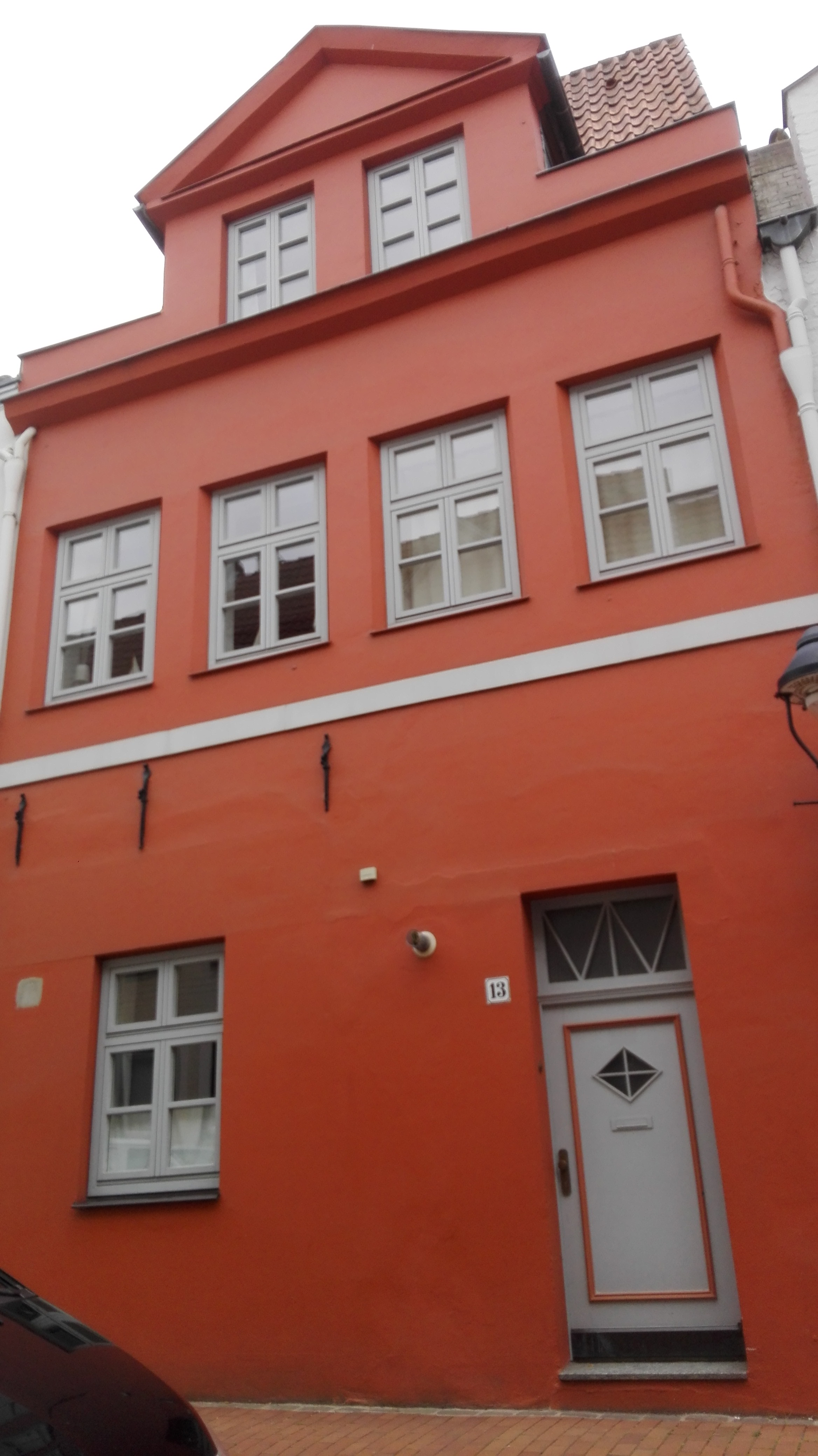
Alsheide 13
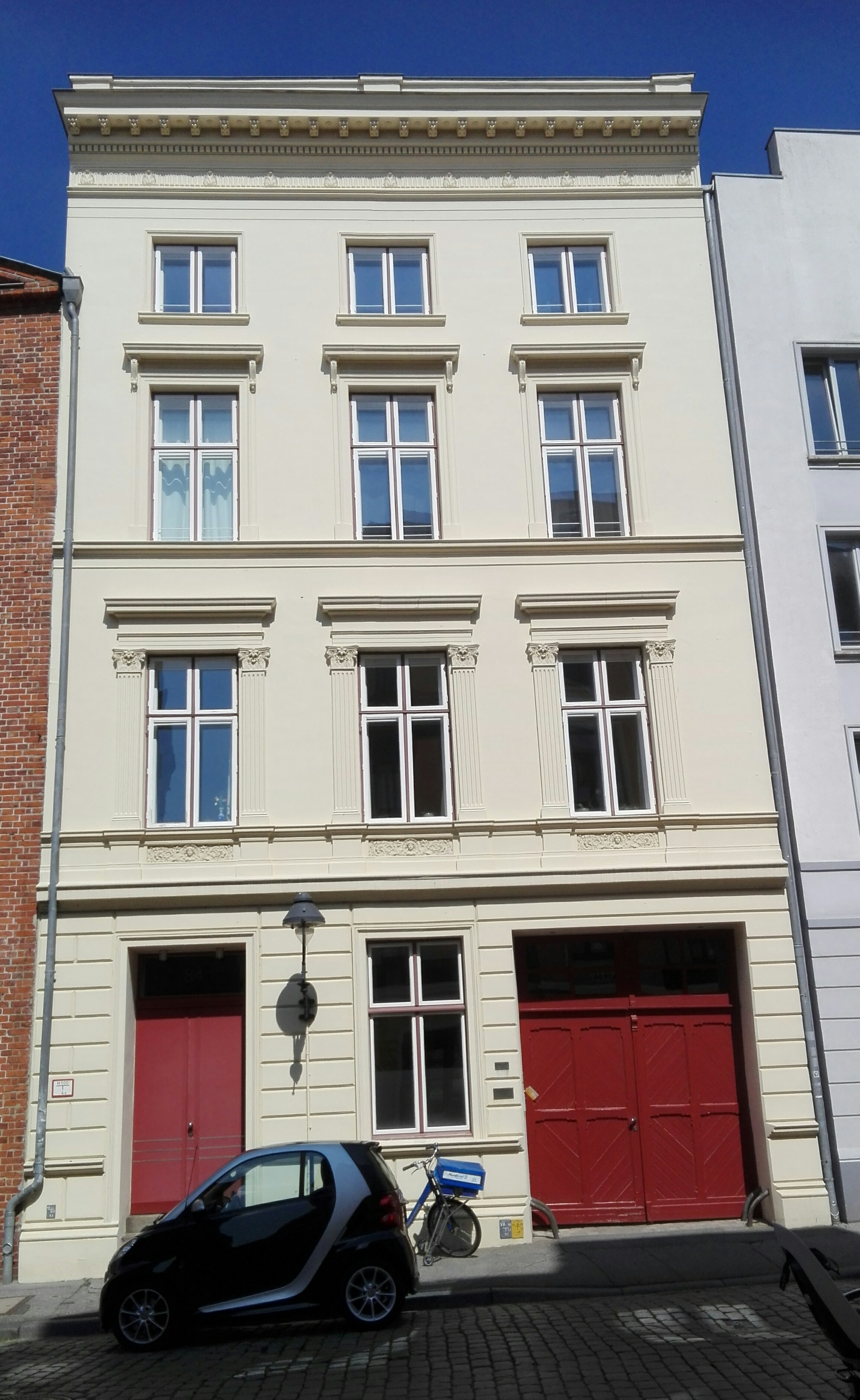
Fischergrube 84
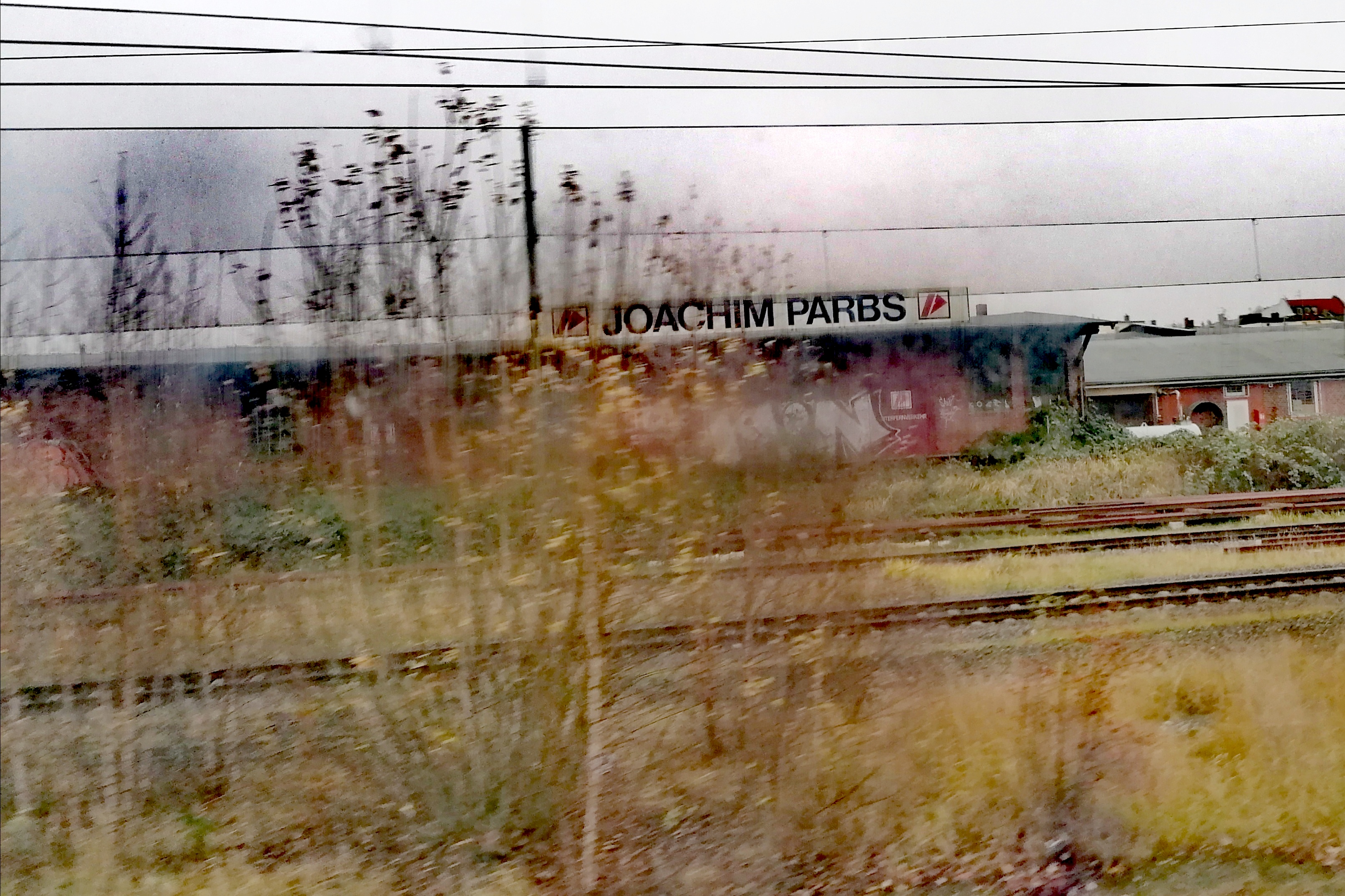
Am Bahnhof

Die Firma führte an 24 Stunden am Tag die An- und Abfuhr bahnamtlicher Güter, Maschinen- und Kesseltransporte, sowie Möbeltransporte ins In- und Ausland durch und seine Flotte umfasste bis zu 60 Pferden. Ebenfalls konnten komplette Hausstände bei ihm eingelagert erden. Als Spezialität seines Hauses galt neben der Bahn- und Möbelspedition. Die Gewissenhaftigkeit und Zuverlässigkeit wurden derart geschätzt, dass man, wenn ein Parbssches Fuhrwerk bestellt wurde, dessen ankommen auf die Minute vorhersagbar, heute sagt man Just in Time, gewesen ist.

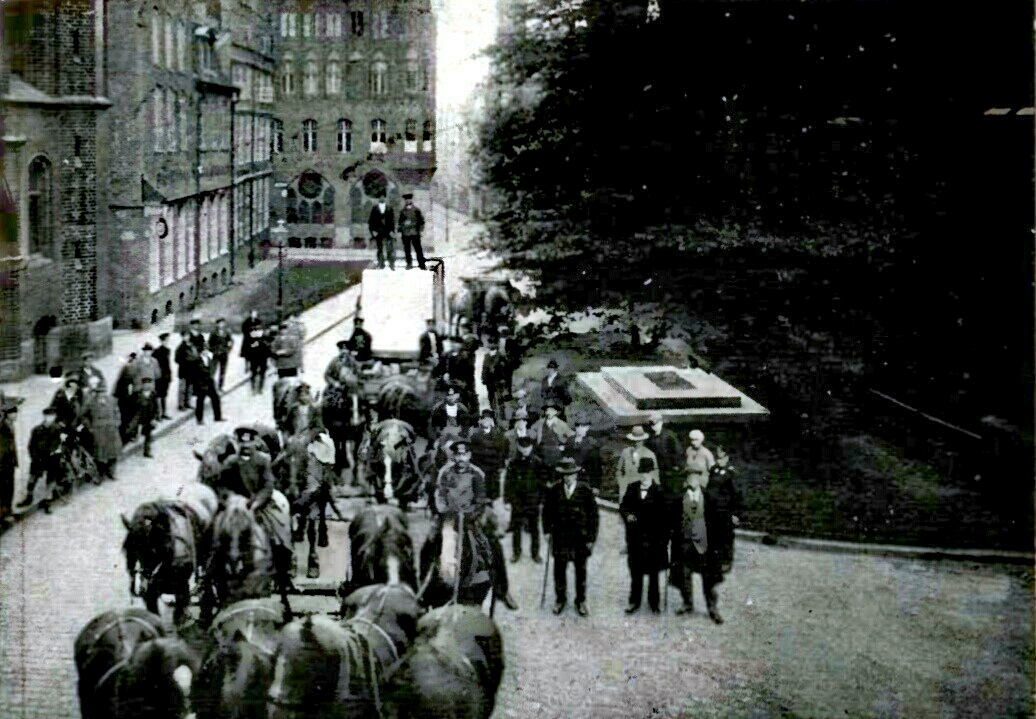
Ankunft des Hauptblockes

Parbsscher Wagen samt Granitblock

Am 5. Oktober 1929 legte der Kirchenvorstand von St. Marien die Urkunde, in der die Vorgeschichte des Ehrenmals für die 318 Kriegsopfer der St. Mariengemeinde zu Lübeck mitgeteilt wird, in den Stufenunterbau des Denkmals vor dem Fenster der Bürgermeisterkapelle. Den Zuschlag für die drei Tage später erfolgte heikele Beförderung des Hauptblocks aus Gotländer Granit in Form eines 23.000 kg schweren Granitsteines vom Hafen, wo er am 25. Juni aus Schweden auf dem Seeweg ankam, hierher erhielt die Speditionsfirma Joachim Parbs. Der ein Volumen von etwa 7,6 Kubikmetern (1,80 m × 2,70 m × 1,57 m) messende Block transportierte, wie auf den nebenstehenden Bild sichtbar, ein von einem Gespann von 16 Pferden gezogener Flachwagen der Spedition. Am Totensonntag wurde das Ehrenmal eingeweiht.
Als Mitglied des am 26. März 1908 gegründeten Vereins Lübecker Möbelspediteure war Parbs deren langjähriger Vorsitzende gewesen. Des Weiteren war er Mitglied im Verein der Lübecker Fuhrherren und dem Lübecker Schützenverein.
Eine seit längerer Zeit anhaltende Krankheit, zwang Parbs zum 1. März 1930 die Geschäftsleitung an die nächste Generation, seinen Schwiegersohn Georg Schmidt, abzugeben.
Die Straßenbahn stellte am 24. Juli 1930 einen um 14:55 Uhr vom Markt zu der 45 Minuten später vorgesehenen Einäscherung im Krematorium auf dem Vorwerker Friedhof fahrenden Extra-Straßenbahnwagen zur Verfügung.

### Familie
Parbs hatte Anna Catharina Maria, geborene Grieben, (* 20. Oktober 1869 in Palingen) am 23. November 1894 in Herrnburg geheiratet.
Aus der Ehe ging eine Tochter, Frieda, hervor. Als Parbs verstarb, hatte er zwei Enkel.